# Godzilla (1998)
Godzilla ist ein Science-Fiction-Horror-Thriller aus dem Jahr 1998 von Regisseur Roland Emmerich, der zusammen mit Dean Devlin auch das Drehbuch schrieb. Der Film basiert auf dem japanischen Filmmonster Godzilla. Der Film startete am 10. September 1998 in den deutschen Kinos.

## Handlung
Atombombentests der Franzosen verursachten auf Inseln im Pazifischen Ozean eine Mutation von Echseneiern. Ein japanisches Fischereischiff wird später in dem Gebiet angegriffen und versenkt. Das einzige überlebende Besatzungsmitglied wird vom französischen Geheimdienst verhört, der traumatisierte Seemann bringt jedoch nur ein Wort hervor: Godzilla. Dr. Nick Tatopoulos, der in der Sperrzone von Tschernobyl durch die Radioaktivität mutierte Regenwürmer untersucht, wird vom US-Militär nach Panama geholt, wo man riesige Fußabdrücke gefunden hat. Kurze Zeit danach werden auch vor der Ostküste der USA drei Fischkutter von Godzilla versenkt. Wenig später taucht das Monster auf dem New Yorker Fischmarkt auf. Nach einigen Zerstörungen verschwindet es und New York wird evakuiert.
Das Militär tritt nun auf den Plan, kann aber zunächst nur feststellen, dass Godzilla sich mittlerweile im Untergrund verborgen hält. Inspiriert durch die Angriffe auf Fischer empfiehlt Tatopoulos, das Monster durch einen Fischköder anzulocken, um ihm den Garaus zu machen. Doch der erste Versuch misslingt: Da das Militär Godzillas Größe und Kraft unterschätzt, entkommt das Monster und verursacht dabei hohe Verluste unter den Soldaten. Dafür findet Tatopoulos anhand einer Blutprobe heraus, dass die Echse trächtig ist und warnt das Militär. Weil aber seine ehemalige Freundin Audrey, die er nach langer Zeit in New York wiedersieht, eine Videokassette stiehlt, die geheime Militäraufnahmen über Godzilla und seine Spuren zeigt und damit an die Presse geht, wird Nick aus dem Projekt entlassen.
Auf dem Weg zum Flughafen wird er von Philippe Roche, der für den französischen Geheimdienst arbeitet und sich als Taxifahrer ausgibt, entführt. Er bittet Nick Tatopoulos um Hilfe, das Nest zu finden. Während das amerikanische Militär nur auf der Jagd nach Godzilla ist und diesen schließlich scheinbar töten kann, suchen die Franzosen und Tatopoulos, heimlich verfolgt von Audrey und einem Kameramann, das Nest. Sie folgen Godzillas Zerstörungen in der Stadt und finden die Eier schließlich im Madison Square Garden. Der mitgebrachte Sprengstoff reicht jedoch nicht aus um alle Eier sprengen zu können und die Jungen beginnen zu schlüpfen. Die Chance zur Sprengung wird nicht genutzt und man versucht, das Gebäude zu verriegeln und zu verlassen. Mit Hilfe der Übertragungsanlage im Stadion wird das Militär über das Fernsehen informiert. In letzter Sekunde können die Protagonisten das Gebäude verlassen und alle Jungtiere werden durch die Explosion der Raketen getötet. Godzilla hat den Angriff des Militärs allerdings überlebt und findet seine toten Jungen. Er erkennt in den Menschen die Verantwortlichen. Die Echse verfolgt sie quer durch Manhattan und wird auf die Brooklyn Bridge gelockt. Dort verfängt er sich in den Drahtseilen und wird von Kampfjets getötet. Tatopoulus und Audrey finden nun endlich zusammen und da Tatopoulus ihr die Story Exklusiv verspricht, wird auch ihr Traum vom Journalismus endlich wahr. Roche verschwindet indessen ungesehen.
Am Ende stellt sich heraus, dass mindestens eines der Jungtiere überlebt hat.

## Rezeption

### Kritiken
Der Film bekam fast nur negative Kritiken. So bewerteten Kritiker auf der Webseite Rotten Tomatoes den Film zu nur 16 Prozent positiv. Das Publikum gab ein ähnlich schlechtes Ergebnis, es bewertete den Film nur zu 28 Prozent positiv.

„Neuverfilmung des Godzilla-Stoffes, die inhaltlich und dramaturgisch ihre Vorläufer zitiert, aber nie zu einer eigenen Handschrift findet. Die Handlung bleibt rudimentär und ebenso konventionellen Mustern verhaftet wie die computergenerierten Szenen den Rahmen bekannter Genreklischees nicht transzendieren und trotz des immensen Aufwands keine wirklichen Schauwerte liefern. Ein düsterer, ermüdender Monsterfilm mit endlosen Zerstörungs- und Kampfszenen sowie kläglichen humoristischen Einlagen.“

### Einspielergebnis
Der Film lief international erfolgreich in den Kinos. Er spielte weltweit über 379 Millionen US-Dollar ein. Dem standen Produktionskosten von ca. 130 Millionen US-Dollar gegenüber.

### Auszeichnungen (Auswahl)
Der Film wurde 1999 in der Kategorie Beste Spezialeffekte mit dem Saturn Award ausgezeichnet. Maria Pitillo wurde als Schlechteste Darstellerin mit der Goldenen Himbeere ausgezeichnet. Der Film erhielt den Anti-Preis ebenso in der Kategorie Schlechtestes Remake/Fortsetzung.

## Soundtrack
Godzilla: The Album wurde am 19. Mai 1998 von Epic Records veröffentlicht, wobei nur fünf der Songs auch im Film verwendet wurden (Undercover, Opening Titles und Looking For Clues sowie im Abspann Come with Me und Heroes). Im Jahr 2008 erschien eine Neuauflage des Albums.
| #  | Titel                            | Künstler                    | Produzent                                                    |
| -- | -------------------------------- | --------------------------- | ------------------------------------------------------------ |
| 1  | Heroes                           | The Wallflowers             | Andrew Slater                                                |
| 2  | Come with Me                     | Puff Daddy feat. Jimmy Page | Puff Daddy                                                   |
| 3  | Deeper Underground               | Jamiroquai                  | Jay Kay                                                      |
| 4  | No Shelter                       | Rage Against the Machine    | Brendan O’Brien                                              |
| 5  | Air                              | Ben Folds Five              | Brendan O’Brien                                              |
| 6  | Running Knees                    | Days of the New             | Scott Litt                                                   |
| 7  | Macy Day Parade                  | Michael Penn                | Brendan O’Brien                                              |
| 8  | Walk the Sky                     | Fuel                        | Brendan O’Brien                                              |
| 9  | A320                             | Foo Fighters                | Foo Fighters                                                 |
| 10 | Brain Stew (The Godzilla Remix)* | Green Day                   | Rob Cavallo & Green Day                                      |
| 11 | Untitled                         | Silverchair                 | Nick Launay                                                  |
| 12 | Out there                        | Fuzzbubble                  | Puff Daddy (Ausführender Produzent), Mike Clink & Fuzzbubble |
| 13 | Undercover                       | Joey DeLuxe                 | David Arnold                                                 |
| 14 | Opening Titles                   | David Arnold                | David Arnold                                                 |
| 15 | Looking for Clues                | David Arnold                | David Arnold                                                 |

* Hier handelt es sich um die Originalversion desselben Songs aus dem Album Insomniac, in denen nur das charakteristische Gebrüll Godzillas reingeschnitten wurde.

## Synchronisation
| Rolle                | Darsteller        | Synchronsprecher   |
| -------------------- | ----------------- | ------------------ |
| Nick Tatopoulos      | Matthew Broderick | Uwe Büschken       |
| Philippe Roche       | Jean Reno         | Jeff Bay           |
| Victor Palotti       | Hank Azaria       | Matthias Klie      |
| Audrey Timmonds      | Maria Pitillo     | Alexandra Ludwig   |
| Colonel Hicks        | Kevin Dunn        | Ivar Combrinck     |
| Bürgermeister Ebert  | Michael Lerner    | Hartmut Neugebauer |
| Charles Caiman       | Harry Shearer     | Thomas Rauscher    |
| Dr. Elsie Chapman    | Vicki Lewis       | Marietta Meade     |
| Dr. Mendel Craven    | Malcolm Danare    | Kai Taschner       |
| Lucy Palotti         | Arabella Field    | Michele Sterr      |
| Sergeant O’Neal      | Doug Savant       | Philipp Moog       |
| Gene, Eberts Berater | Lorry Goldman     | Arnim André        |

## Trivia
- Der Film ist der erste Godzilla-Film, der außerhalb von Japan produziert wurde.
- Im Film feuern die Apache-Kampfhubschrauber fälschlicherweise aus Bordkanonen seitlich des Cockpits und nicht aus einer einzelnen an der Unterseite.
- Die Figuren des Bürgermeisters Ebert und seines Beraters Gene sollen äußerlich an die Filmkritiker Roger Ebert und Gene Siskel angelehnt worden sein. Die beiden Filmkritiker hatten Emmerichs vorherige Filme Stargate und Independence Day negativ beurteilt. Auch Godzilla beurteilte das Kritiker-Duo negativ. In ihrer Fernsehsendung Siskel and Ebert machten sie sich darüber lustig, dass die ihnen ähnelnden Filmfiguren nicht vom Riesenmonster gefressen oder zertrampelt wurden.
- Hank Azaria, Harry Shearer und Nancy Cartwright, Caimans Sekretärin, arbeiten auch seit Jahren zusammen als Synchronsprecher der Simpsons. Der Neffe von Danny Elfman, Komponist der Titelmusik der Simpsons, hatte auch eine kleinere Rolle.
- Matthew Brodericks Figur Dr. Nick Tatopoulos trägt denselben Nachnamen wie der Godzilla-Designer und Supervisor für die Spezialeffekte im Film Patrick Tatopoulos – eine Hommage an ihn von Roland Emmerich und Dean Devlin.
- Mit Godzilla – Die Serie wurde eine Zeichentrickserie erschaffen, die die Geschehnisse nach dem Kinofilm weiter erzählt. Anders als im Film ist Godzilla hier eher ein Freund der Menschen und bekämpft andere Monster. Die Serie kam von 1998 bis 2000 auf 40 Folgen in 2 Staffeln.
- Der Film wird vom Großteil der Godzilla-Fans abgelehnt und nicht als Godzilla-Film anerkannt. Das Monster selbst wird spöttisch GINO genannt, was „Godzilla in Name only“ (zu deutsch: Godzilla nur dem Namen nach) bedeutet.
- In der japanischen Produktion Godzilla: Final Wars taucht das Monster als Zilla auf, das Sydney zerstört. Die Produzenten haben dabei dieselbe Grafik wie in diesem Film verwendet. In dem Film tötet der japanische Godzilla auch sein amerikanisches Gegenstück.
- Die Tier- und Umweltschutzorganisation Sea Shepherd verfügt in ihrer Flotte über einen Trimaran, den die Organisation erst Gojira taufte und der einen Umriss des Monsters in Roland Emmerichs Film auf der Schiffswand aufgemalt hatte. Nach Streitigkeiten mit Tōhō, die die Namensrechte an Godzilla besitzen, wurde das Boot in Brigitte Bardot umgetauft.